# Покровская церковь (Фастов)
Покровская церковь — храм Киевской епархии Украинской православной церкви, расположенный в Фастове, построенный в 1772 году. Памятник архитектуры.

## История
Храм был построен в 1766—1772 годах по проекту архитектора И.Григоровича-Барского на месте ранее существовавшего храма.
Согласно местной легенды, строительством церкви занимался фастовский полковник Семен Палий, что невозможно, поскольку он умер более за пятьдесят лет до строительства храма.
В 1781 году была построена храмовая колокольня.
В советские времена была проведена основательная реставрация храма.
Сейчас Покровская церковь в Фастове принадлежит ПЦУ.

## Архитектура
Покровская церковь — классический пример трехсрубного храма.
В оригинале крыша храма была покрыта гронтом (деревянный аналог черепицы), сегодня — металлом.
Возле храма располагается колокольня. Усадьбу храма окружает деревянный частокол.

## Фотографии

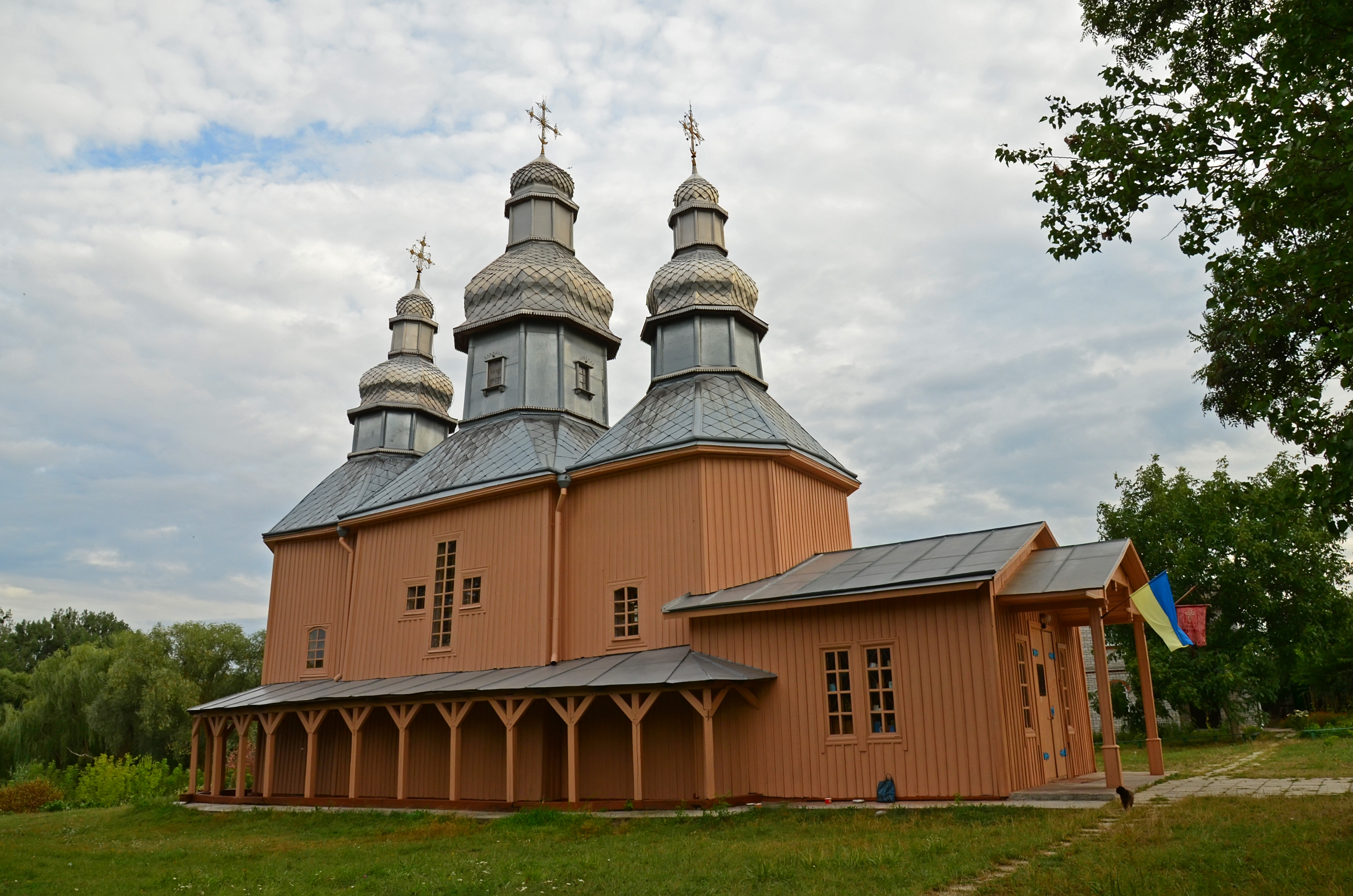
Покровская церковь
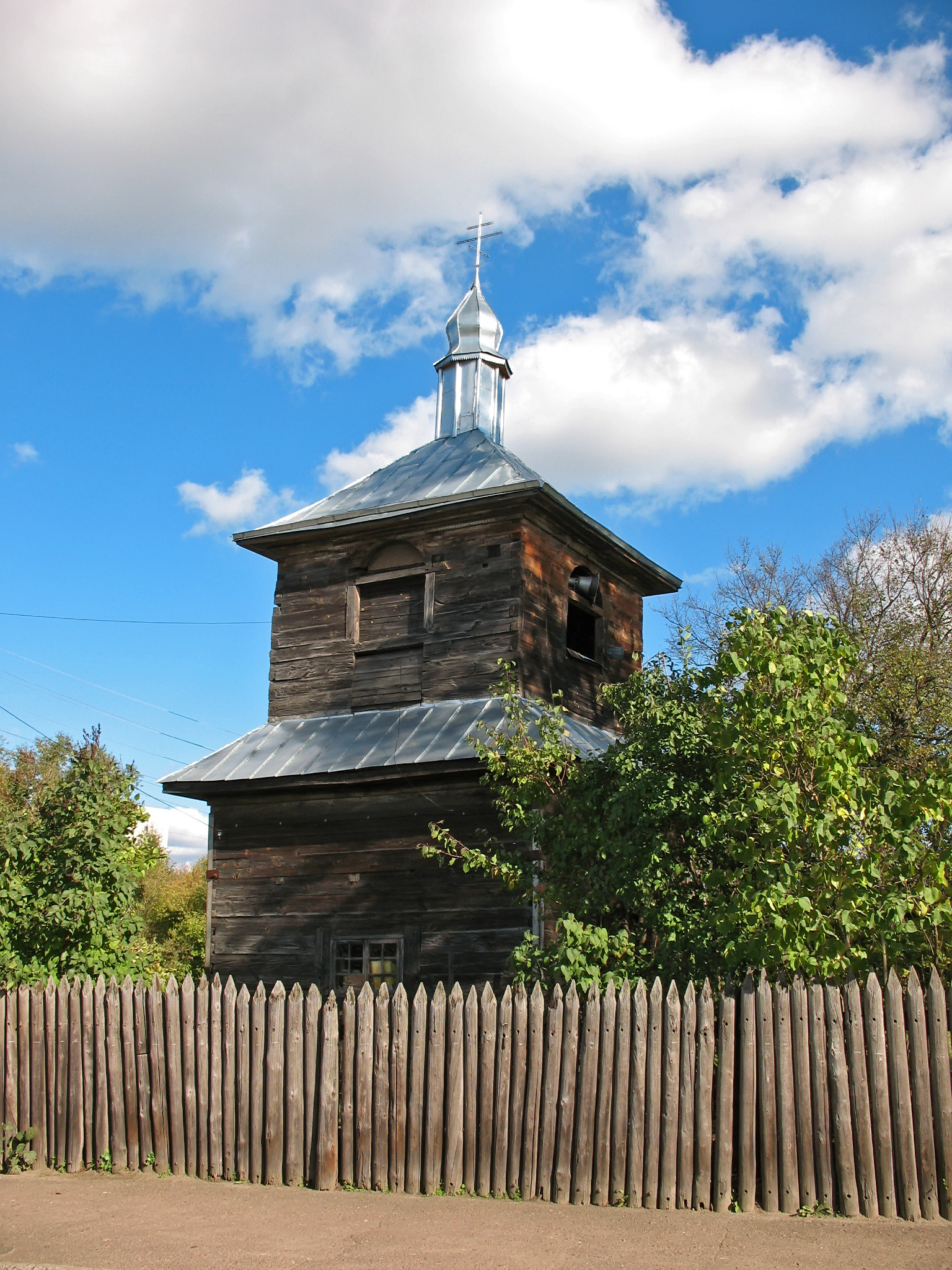
Храмовая колокольня, 2011 год
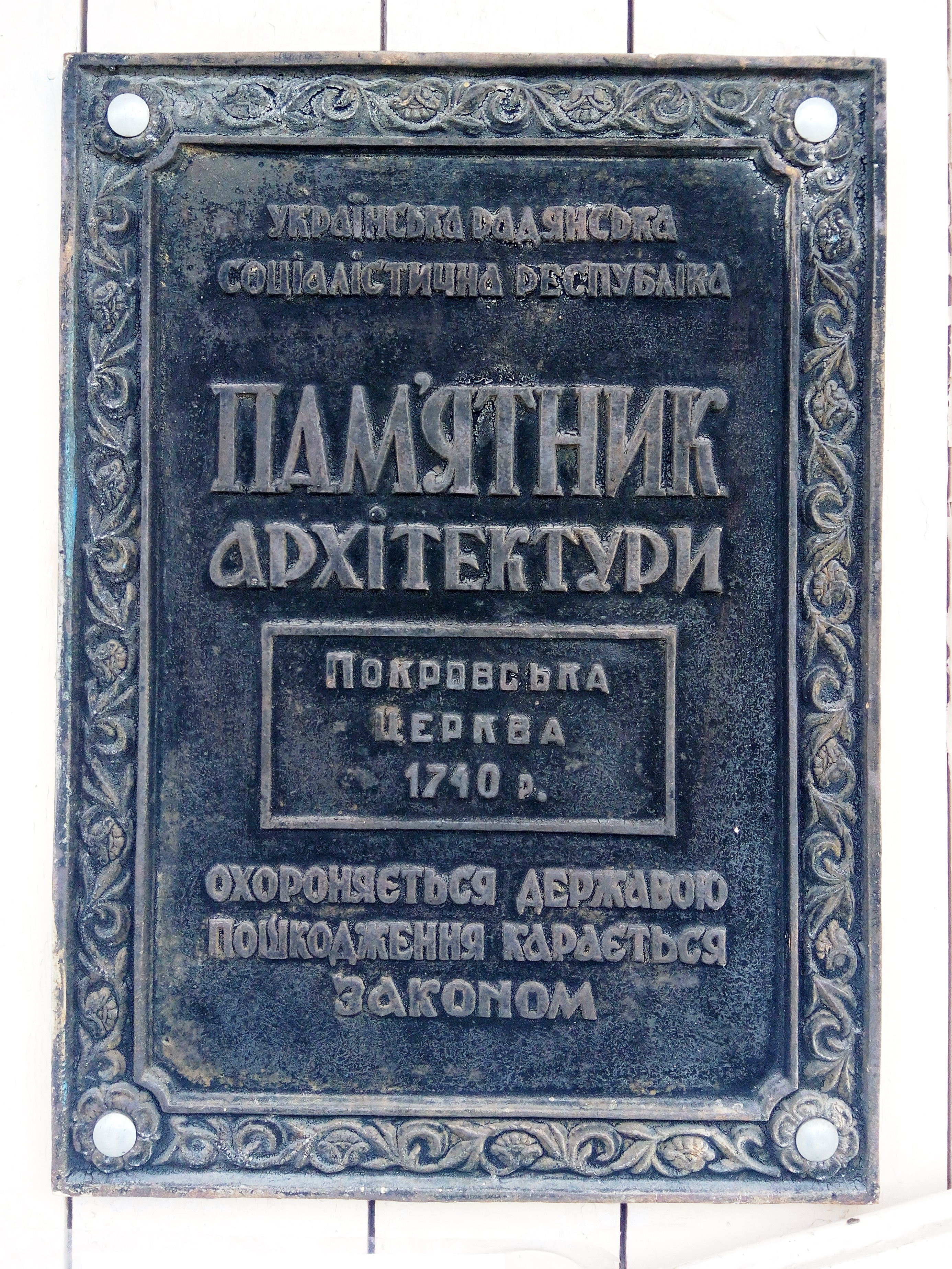
Информационная доска на фасаде церкви